# سازه‌انگاری فمینیستی
سازه‌انگاری فمینیستی (انگلیسی: Feminist constructivism) یا ساخت‌گرایی فمینیستی، یک نظریه روابط بین‌الملل است که بر اساس نظریه سازه‌انگاری بنا شده است. سازه‌انگاری فمینیستی بر مطالعه چگونگی تأثیر ایده‌های جنسیتی بر سیاست جهانی تمرکز دارد. این ارتباط بین دو نظریه پسااستعماری فمینیسم و سازه‌انگاری است؛ و این‌که چگونه هر دو ایده‌های کلیدی مشابهی در ایجاد برابری جنسیتی در سطح جهانی دارند.

## ارتباط بین نظریه‌ها
سازه‌انگاری نظریه‌ای دربارهٔ دانش است که استدلال می‌کند انسان‌ها از طریق تعاملات و ایده‌های جهانی دانش و معنا تولید می‌کنند. سازه‌انگاران استدلال می‌کنند که زندگی بین‌المللی اجتماعی است که ناشی از شیوه‌های تعامل افراد با یکدیگر است (یعنی صحبت کردن، پیروی از هنجارها، ایجاد قوانین و غیره). درحالی‌که شباهت‌هایی وجود دارد، سازه‌انگاران فمینیست روابط قدرت را متفاوت از ساخت‌گرایان سنتی می‌بینند. قدرت و جنسیت «عناصر جدایی‌ناپذیر در فرآیندهای ساخت‌وساز» در نظر گرفته می‌شوند، درحالی‌که سنت‌گرایان معتقدند قدرت بیرونی است. برساخت‌گرایان فمینیست استدلال می‌کنند که فقدان تحقیق مسئله‌سازی به‌عنوان یک فرایند اجتماعی ساخت، منطقاً «با هستی‌شناسی شدن» ناسازگار است. آن‌ها همچنین معتقدند که تفاوت بین زن و مرد، به غیر از تفاوت‌های تشریحی، به‌دلیل اجتماعی شدن و آموزش فرهنگی ایجاد شده است. با این حال، انتقاداتی وجود دارد که بین تعامل فمینیسم با ساخت‌گرایی صورت می‌گیرد. بسیاری از فمینیست‌ها به‌دلیل نادیده گرفتن ادبیات فمینیستی و تحلیل جنسیتی توسط اکثر سازه‌انگاران، با سازه‌انگاری به‌عنوان یک راه میانی جایگزین موافق نیستند. همچنین اشاره می‌شود که سازه‌انگاری فاقد ابزارهایی برای توضیح چگونگی تأثیر جنسیت و قدرت در سیاست بر یکدیگر است، زیرا ساختار اجتماعی قدرت نظریه‌پردازی نشده است.